# Archispirostreptus conatus
Archispirostreptus conatus är en mångfotingart som först beskrevs av Carl Graf Attems 1928.  Archispirostreptus conatus ingår i släktet Archispirostreptus och familjen Spirostreptidae. Inga underarter finns listade i Catalogue of Life.